# Stijn Fransen
Stijn Fransen (Wageningen, 20 augustus 1990) is een Nederlandse actrice. Ze kreeg bij het grote publiek vooral naamsbekendheid door haar rol als Sam Dekker in de soap Goede tijden, slechte tijden.

## Biografie
Fransen behaalde in 2007 haar mavo-diploma aan het Marnix College in Ede. Gedurende de middelbare school was ze aangesloten bij jeugdtheaterschool De Begane Grond en danste ze bij dansschool Bransz. Tussen 2008 en 2013 studeerde Fransen aan de Willem Nijholt Academie voor musical- en muziektheater in Nijmegen. Na haar afstuderen speelde ze in de musical Lover of Loser, naar het gelijknamige boek van Carry Slee.
Fransen speelde vanaf 2013 tot en met 2016 de rol van Renée Krul in de jongeren soap SpangaS, ze was tevens in deze periode te zien in de bioscoopfilm SpangaS in actie. Fransen was van december 2015 tot juni 2018 te zien in de RTL 4-soap Goede tijden, slechte tijden, ze vertolkte de rol van Sam Dekker. In 2017 vormde Fransen een dansduo met Toprak Yalçiner in het dansprogramma Dance Dance Dance, ze eindigde op de tweede plaats.
In 2018 was Fransen een van de deelnemers van het negentiende seizoen van het RTL 5-programma Expeditie Robinson, ze viel als dertiende af en eindigde op de 9e plaats. Datzelfde jaar speelde ze een van de hoofdrollen in de bioscoopfilm First Kiss.
In 2022 deed Fransen mee aan het televisieprogramma Celebrity Masterchef waar ze moest opgeven wegens ziekte en daarmee op de 7e plaats eindigde.